# Rochefort-sur-Nenon
Rochefort-sur-Nenon ist eine französische Gemeinde im Département Jura in der Region Bourgogne-Franche-Comté. Sie gehört zum Arrondissement Dole und zum Kanton Authume. Die Nachbargemeinden sind Châtenois im Norden, Audelange im Nordosten, Éclans-Nenon im Osten, Falletans im Süden, Brevans und Baverans im Südwesten sowie Authume im Westen und Nordwesten.

## Bevölkerungsentwicklung
| Jahr                       | 1962 | 1968 | 1975 | 1982 | 1990 | 1999 | 2006 | 2018 |
| -------------------------- | ---- | ---- | ---- | ---- | ---- | ---- | ---- | ---- |
| Einwohner                  | 346  | 294  | 286  | 387  | 599  | 641  | 587  | 679  |
| Quellen: Cassini und INSEE |      |      |      |      |      |      |      |      |

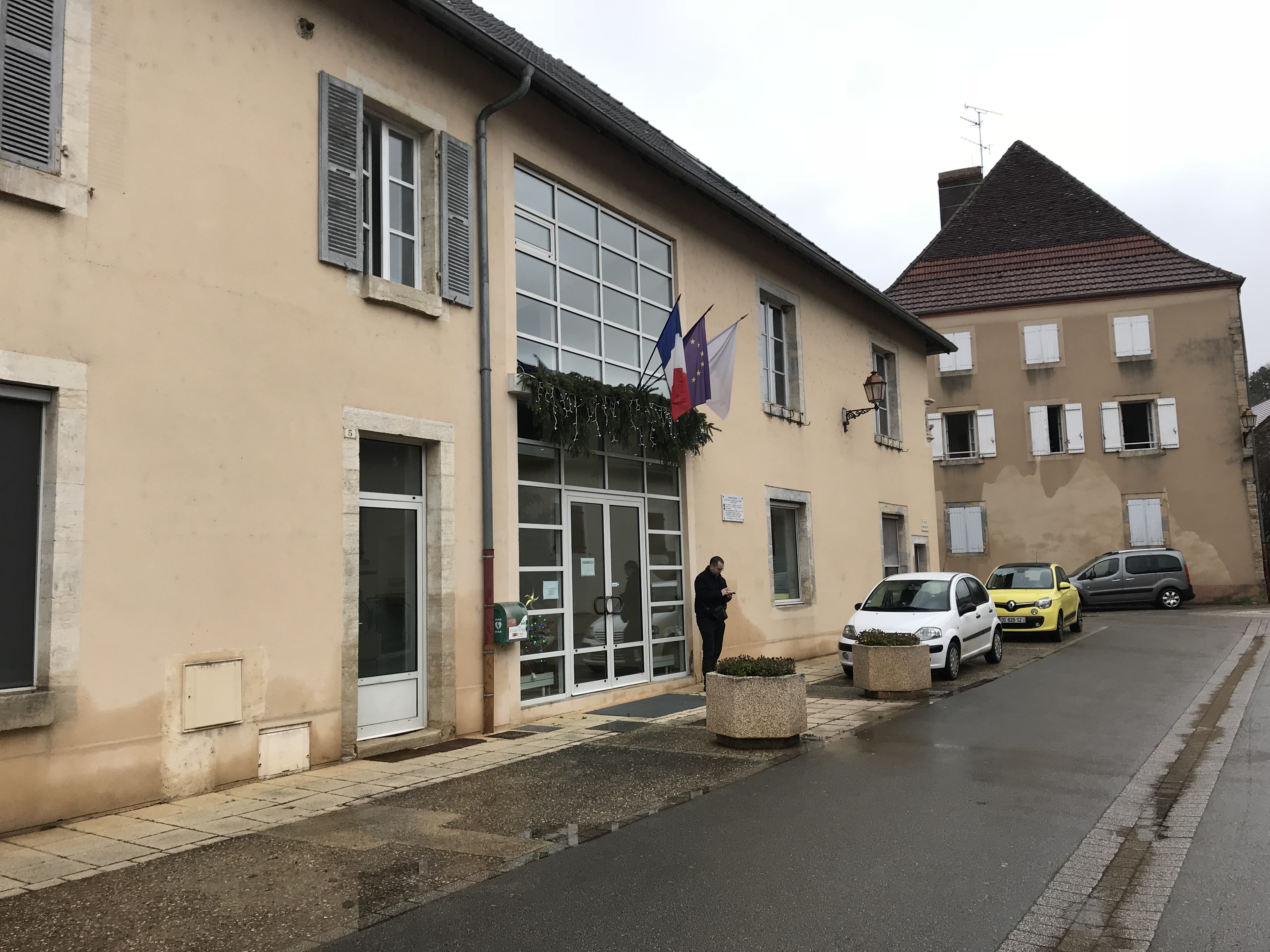
Mairie Rochefort-sur-Nenon
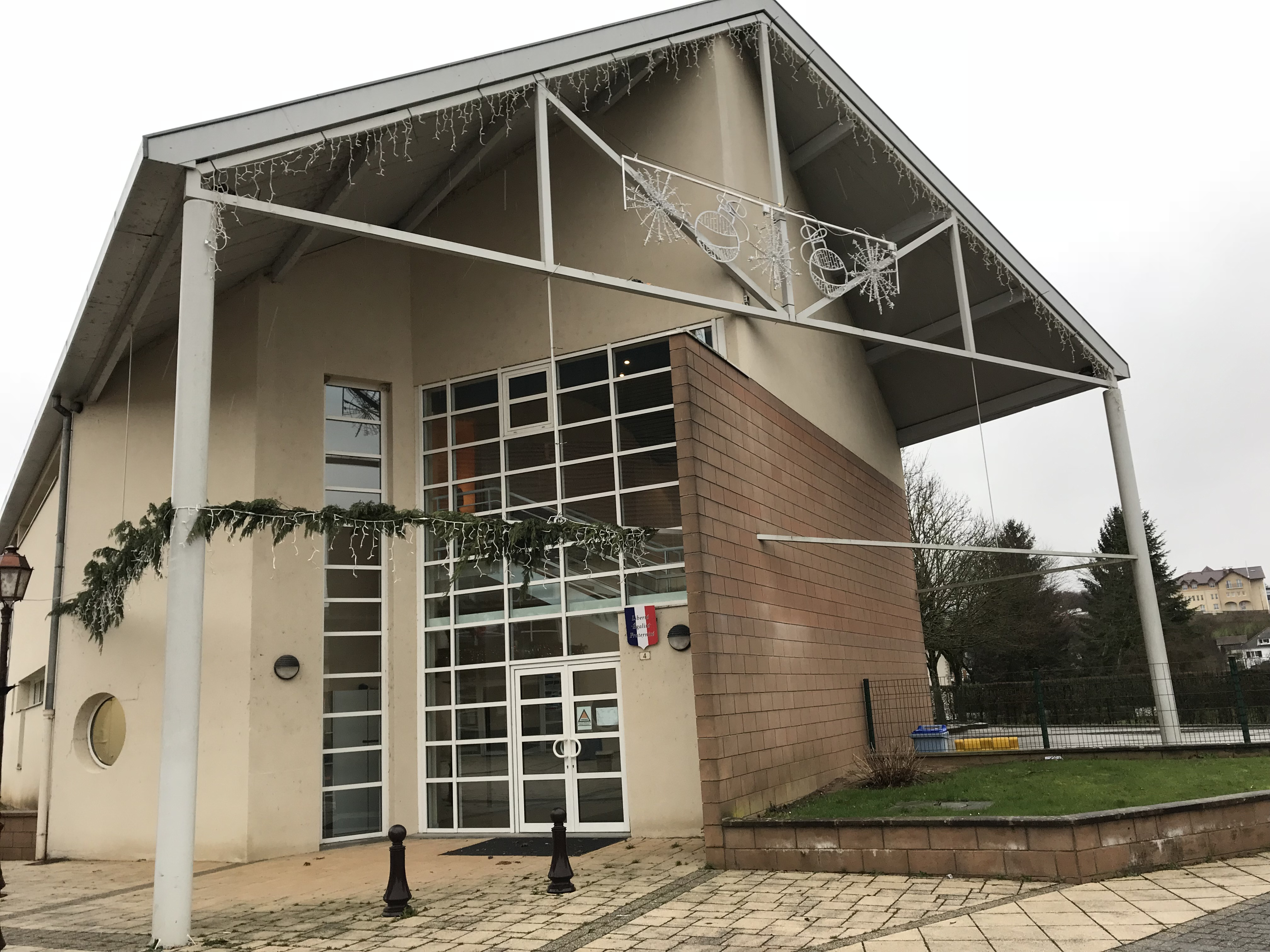
Grundschule
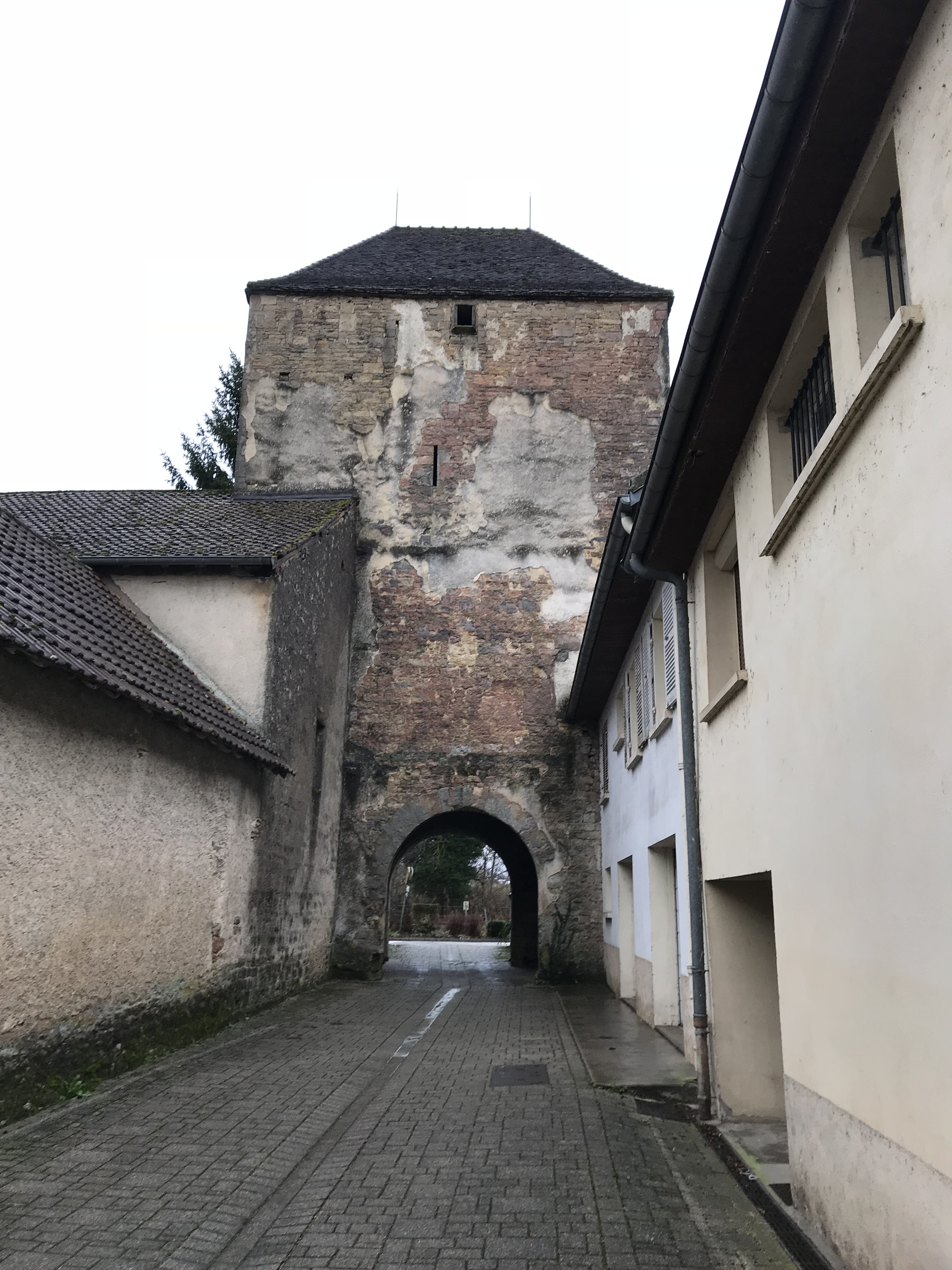
denkmalgeschützter Torturm
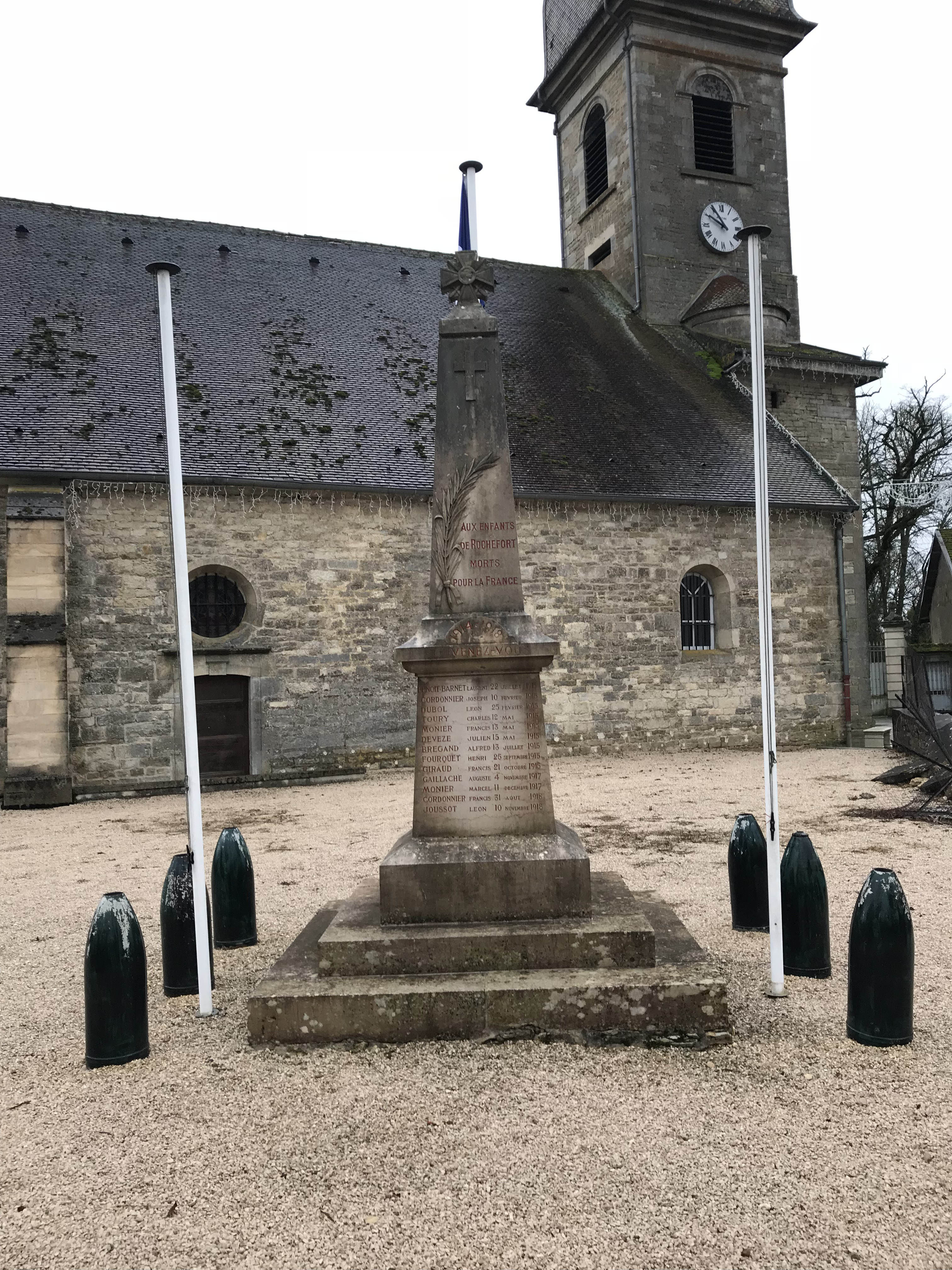
Gefallenendenkmal an der Kirche
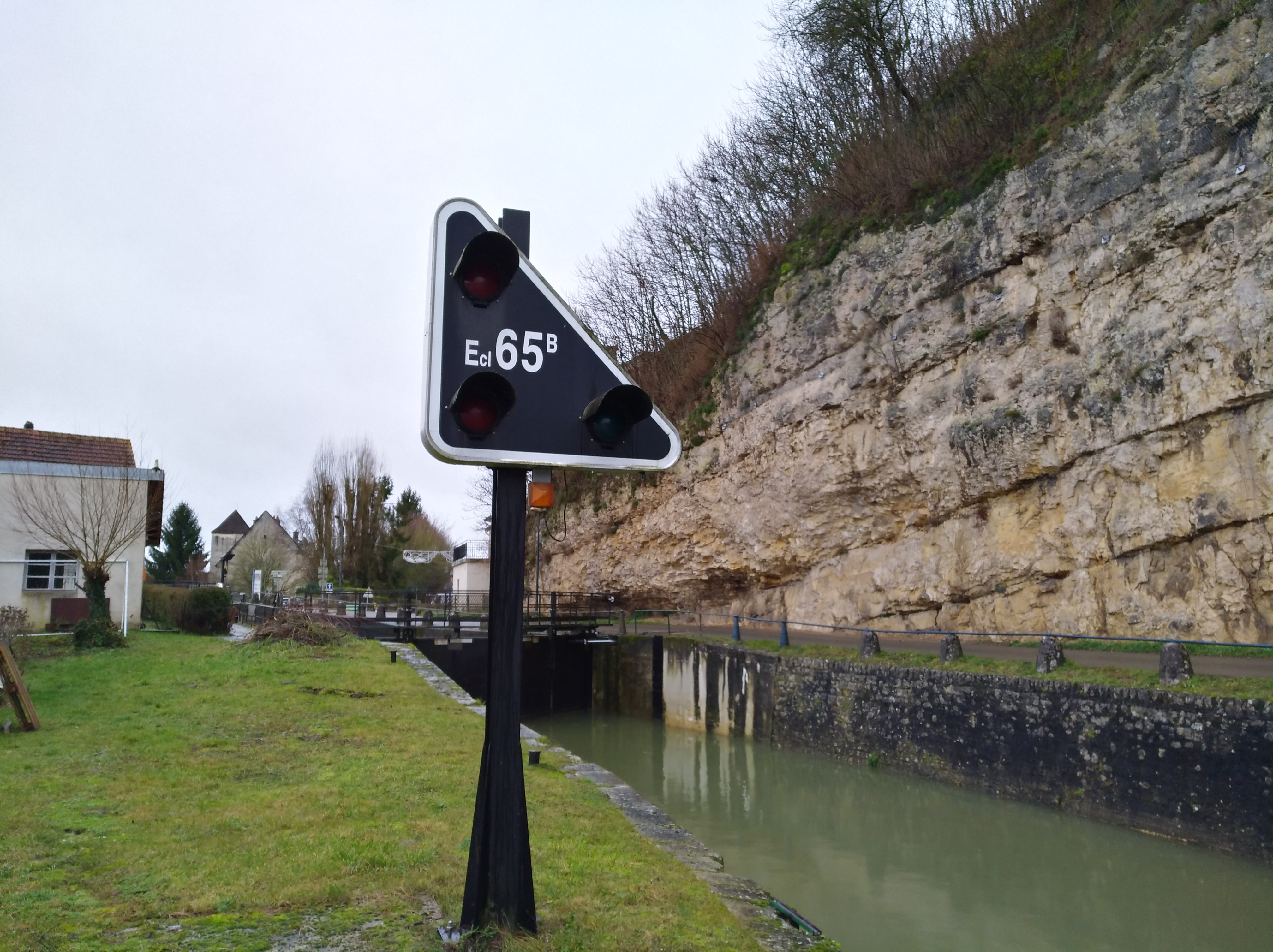
Rhein-Rhône-Kanal, Schleuse Nr. 65